# Atelothrus erro
Atelothrus erro är en skalbaggsart som först beskrevs av Blackburn 1878.  Atelothrus erro ingår i släktet Atelothrus och familjen jordlöpare. Inga underarter finns listade i Catalogue of Life.